# Казачье (Восточно-Казахстанская область)
Казачье (каз. Казачье) — село в Уланском районе Восточно-Казахстанской области Казахстана. Входит в состав Толеген Тохтаровского сельского округа. Код КАТО — 636275300.

## Население
В 1999 году население села составляло 346 человек (164 мужчины и 182 женщины). По данным переписи 2009 года, в селе проживало 359 человек (185 мужчин и 174 женщины).